# Angosturabark
Angosturabark utvinns från ett i Venezuela växande träd, Galipes officinalis. Den torkade barken är hård och spröd. Den har en bitter, aromatisk smak och lukt och är grundmaterial för drogen Cortex angosturae. Drogen innehåller en flyktig olja, alkaloider, en glykosid och bitterämnet angosturin. Drogen hade länge användning som febernedsättande medel och ansågs lika verksam som kinabarken (kinin). Numera används angosturabark huvudsakligen för framställning av bitterämnet.